# Królik (wzniesienie)
Królik (niem. Kaninchen-Berg, Królicze, Szarak, 460 m n.p.m.) – wzniesienie w południowo-zachodniej Polsce, w Sudetach Środkowych, w Górach Sowich.

## Położenie i opis
Wzniesienie położone w południowej części Garbu Dzikowca. Pomiędzy Koszynem od północy Bożkowem od zachodu a  drogą wojewódzką 381 Nowa Ruda-Kłodzko, która przechodzi pod szczytem od wschodu.